# Lê Xuân Thanh
Lê Xuân Thanh (sinh năm 1961), từng học tại học viện Hải quân, hàm Thiếu tướng. Cựu Tư lệnh vùng 3 Cảnh sát biển Việt Nam.

## Khai trừ khỏi Đảng
Ngày 1.10.2021 Ban Bí thư thi hành kỷ luật Ban Thường vụ Đảng ủy Cảnh sát biển Việt Nam nhiệm kỳ 2015 - 2020 và một số cá nhân. Thiếu tướng Lê Xuân Thanh đã bị kỷ luật bằng hình thức khai trừ ra khỏi Đảng.
Ngày 15.7.2022, Tòa án Quân sự Quân khu 7 đã tuyên án sơ thẩm đối với 14 bị cáo trong vụ nhận hối lộ, bảo kê buôn lậu xăng dầu xảy ra tại một số đơn vị cảnh sát biển, biên phòng. Cựu đại tá Nguyễn Thế Anh, cựu Phó cục trưởng Cục Phòng, chống ma túy và tội phạm Bộ đội biên phòng (BĐBP), cựu Phó chánh văn phòng Ban Chỉ đạo 389 quốc gia, cựu Chỉ huy trưởng Bộ Chỉ huy BĐBP tỉnh Kiên Giang, lãnh án chung thân về tội "nhận hối lộ", 6,2 tỉ đồng và 560.000 USD, và 2 năm tù về tội "tổ chức cho người khác trốn đi nước ngoài trái phép"; Cùng về tội "nhận hối lộ", HĐXX tuyên phạt cựu thiếu tướng Lê Văn Minh (nhận 6,9 tỉ đồng), cựu Tư lệnh Vùng CSB 4, mức án 15 năm tù; cựu thiếu tướng Lê Xuân Thanh (nhận 1,8 tỉ đồng), cựu Tư lệnh Vùng CSB 3, mức án 12 năm tù. 9 bị cáo còn lại nhận mức án từ 2 năm 6 tháng tù cho hưởng án treo đến 16 năm tù.